# هاري ويلسون (لاعب كرة قدم)
هاري ويلسون (بالإنجليزية: Harry Wilson)‏ (29 نوفمبر 1953 في المملكة المتحدة - ) هو لاعب كرة قدم بريطاني في مركز الدفاع. لعب مع برايتون أند هوف ألبيون وبريستون نورث إيند ونادي بيرنلي ونادي هارتلبول يونايتد وكروك تاون ‏ ودارلينجتون إف سى.

## وصلات خارجية
- هاري ويلسون على موقع قاعدة بيانات كرة القدم.إي يو (الإنجليزية)